# 1891 en droit
Cet article présente les faits marquants de l'année 1891 en droit.

## Événements

### Février
- 24 février : promulgation de la nouvelle constitution qui crée la république laïque et fédérale du Brésil. Le général Manuel Deodoro da Fonseca en est le premier président élu. La constitution, calquée sur le modèle des États-Unis, n’est guère adaptée aux exigences brésiliennes. Les provinces deviennent des États avec leur propre gouvernement, leurs finances et leur police armée.

### Mai
- Mai : remise en cause du statut de la Finlande. La russification s’intensifie. La Russie décide d’abolir le service postal indépendant tandis que la suppression de l’armée nationale est en préparation.

### Juin
- 1er juin : entrée en vigueur de la loi sur la protection des travailleurs en Allemagne. Le dimanche devient jour de repos obligatoire, le travail en usine des enfants de moins de treize ans est interdit, le temps de travail des adolescents est réduit à dix heures par jour et l'âge de la retraite est fixé à 65 ans.

### Octobre
- 6 octobre : décret de l’État indépendant du Congo reconnaissant les chefferies traditionnelles et proclamant domaine de l’État les terres non occupée de façon apparente par les indigènes (bâties ou cultivées). L’exploitation de l’ivoire, du caoutchouc, de la gomme, etc. devient de fait monopole de l’État.